# Quỳnh Hải, Hải Nam
Quỳnh Hải (tiếng Trung: 琼海市, bính âm: Qiónghǎi Shì, Hán Việt: Quỳnh Hải thị) là một thành phố cấp phó địa trực thuộc tỉnh Hải Nam, Cộng hòa Nhân dân Trung Hoa. Quỳnh Hải nằm về phía đông đảo Hải Nam, cửa sông Vạn Tuyền, có diện tích 1692 km2 và dân số 450.000 người, mã số bưu chính: 571400, mã số khu 0898. Tuyến cao tốc phía đông chạy quanh thành phố Quỳnh Hải.